# Pennsylvanias flagga
Pennsylvanias flagga är den amerikanska delstaten Pennsylvanias flagga och den antogs 1907. Det är en flagga med blå botten och den har Pennsylvanias vapensköld från 1893 placerat i mitten.